# Алексашвили, Иван Давидович
Иван Давидович Алексашвили — советский хозяйственный, государственный и политический деятель, Герой Социалистического Труда.

## Биография
Родился в 1930 году в Грузинской ССР. Член КПСС.
С 1946 года — на хозяйственной, общественной и политической работе. В 1946—1990 гг. — виноградарь, военнослужащий Советской Армии, тракторист-комбайнёр Сагареджойского виноградарского совхоза Грузинской ССР.
Указом Президиума Верховного Совета СССР от 7 марта 1980 года присвоено звание Героя Социалистического Труда с вручением ордена Ленина и золотой медали «Серп и Молот».
Умер в Грузии после 1990 года.

## Награды и звания
- Герой Социалистического Труда (07.03.1980).
- орден Ленина (14.12.1972; 07.03.1980)
- орден Октябрьской Революции (14.02.1975)
- орден Трудового Красного Знамени (08.04.1971)
- орден «Знак Почёта» (02.04.1966)